# Salvador Mota
Salvador Mota (Guadalajara, 10 aprile 1922 – Città del Messico, 20 febbraio 1986) è stato un calciatore messicano, di ruolo portiere.

## Carriera
Con la Nazionale messicana ha preso parte ai campionato del mondo 1954.

## Palmarès

### Club

#### Competizioni nazionali
- Coppa del Messico: 2

Atlante: 1950-1951, 1951-1952